# اس‌تی‌اس-۸۲
اس‌تی‌اس-۸۲ (انگلیسی: STS-82) یکی از ماموریت‌های برنامه شاتل‌های فضایی بود که در تاریخ ۱۱ فوریه ۱۹۹۷ از پایگاه فضایی کندی به فضا پرتاب شد. این ماموریت حدوداً ده روزه توسط شاتل دیسکاوری انجام گرفت و دومین ماموریت شاتل جهت تعمیر و سرویس تلسکوپ فضایی هابل بود.